# Domenica Žuvela
Domenica Žuvela (Vela Luka, 8. studenog 1992.), poznata kao Domenica, hrvatska pjevačica.

## Život i karijera
Svoju pjevačku karijeru započela je kao prateći vokal za glazbeni projekt Tončija Huljića i njegov Tonči Huljić & Madre Badessa band. Početkom 2017. godine najavila je odlazak iz benda. Njen debitantski singl ‘Kad sam s tobom’ objavljen je 3. srpnja 2017. Pjesma je izvedena na 57. splitskom festivalu, gdje je osvojila nagradu za najboljeg debitanta. ‘Vidi se iz aviona’ izdan je kao drugi singl, koji kasnije postaje njezina prva pjesma na ljestvici top hrvatskih singlica Hrvatske diskografske udruge.
Na 58. splitskom festivalu Domenica Žuvela i Damir Kedžo pobijedili su pjesmom Mi protiv nas.
Dana 17. siječnja 2019. godine najavljena je kao jedan od 16 sudionika na Dori 2019., nacionalnom natjecanju u Hrvatskoj za izbor predstavnika svoje zemlje za pjesmu Eurovizije, s pjesmom Indigo. Nastupila je deseta i završila na 13. mjestu.
Dana 9. prosinca 2019. svoj prvi glazbeni album Ćiribu Ćiriba, Domenica Žuvela predstavila je u novootvorenom zagrebačkom klubu. Na albumu se nalazi 11 pjesama, od toga je 9 singlova već bilo izdano.
Nakon pandemije COVID-a nastavlja s objavljivanjem singlova te se pojavljuje na festivalu Melodije Jadrana 2023. i 2024. godine i to s pjesmama "Jedna na sto" i "Navij na najjače". Također, 2023. godine nastupa i na CMC festivalu s pjesmom "Control Freak".
Godine 2025. sudjeluje na CMC festivalu s pjesmom "Stracciatella" na kojoj joj gostuje reper Ante Cash.

## Diskografija

### Studijski albumi
| Naslov        | Detalji                                                                               | Najviša pozicija na ljestvici |
| Naslov        | Detalji                                                                               | TOTS                          |
| ------------- | ------------------------------------------------------------------------------------- | ----------------------------- |
| Ćiribu ćiriba | - Izdan: 2. prosinca 2019. - Formati: Digital download, CD - Izdavač: Croatia Records | 1                             |

### Singlovi
| "Kad sam s tobom"                                 | 2017. | —  | Ćiribu ćiriba    |
| "Vidi se iz aviona"                               | 2017. | 15 | Ćiribu ćiriba    |
| "Ljubavna limunada"                               | 2018. | 11 | Ćiribu ćiriba    |
| "Mi protiv nas"                                   | 2018. | 2  | Ćiribu ćiriba    |
| "Baš, baš"                                        | 2018. | 8  | Ćiribu ćiriba    |
| "Indigo"                                          | 2019. | 8  | Ćiribu ćiriba    |
| "Ne vidim, ne čujem"                              | 2019. | 22 | Ćiribu ćiriba    |
| "Nema te svit"                                    | 2019. | —  | Ćiribu ćiriba    |
| "Ćiribu ćiriba"                                   | 2019. | 10 | Ćiribu ćiriba    |
| "Zovi"                                            | 2020  | 6  | Singl bez albuma |
| "Medenjak"                                        | 2020  | 3  | Singl bez albuma |
| "Control Freak"                                   | 2023  | 20 | Singl bez albuma |
| "Jedna na 100"                                    | 2023  | 29 | Singl bez albuma |
| "Navij na najjače"                                | 2024  | 23 | Singl bez albuma |
| "—" označava izdanja koja nisu bila na ljestvici. |       |    | Singl bez albuma |

1. ↑  Duet s Damirom Kedžom.

## Nagrade i nominacije
| Godina | Asocijacija           | Kategorija                    | Nominirani rad        | Ishod      | Ref.   |
| ------ | --------------------- | ----------------------------- | --------------------- | ---------- | ------ |
| 2017.  | 57. splitski festival | Nagrada najbolji debitant     | "Kad sam s tobom"     | Osvojila   | [ 6 ]  |
| 2018.  | 58. splitski festival | Prva nagrada publike          | "Mi protiv nas"       | Pobjeda    | [ 7 ]  |
| 2019.  | Cesarica              | Pjesma godine                 | "Mi protiv nas" [n 1] | Nominacija | [ 19 ] |
| 2020.  | Porin                 | Najbolji album zabavne glazbe | Ćiribu ćiriba         | Osvojila   | [ 20 ] |

1. ↑  Duet s Damirom Kedžom.

## Vanjske poveznice
- Diskografija na Discogs
- Stranica na Instagramu